# Colocasiomyia diconica
Colocasiomyia diconica är en tvåvingeart som först beskrevs av Masanori Joseph Toda och Toyohi Okada 1983. Colocasiomyia diconica ingår i släktet Colocasiomyia och familjen daggflugor.
Artens utbredningsområde är Myanmar. Inga underarter finns listade i Catalogue of Life.